# Jennifer Koh

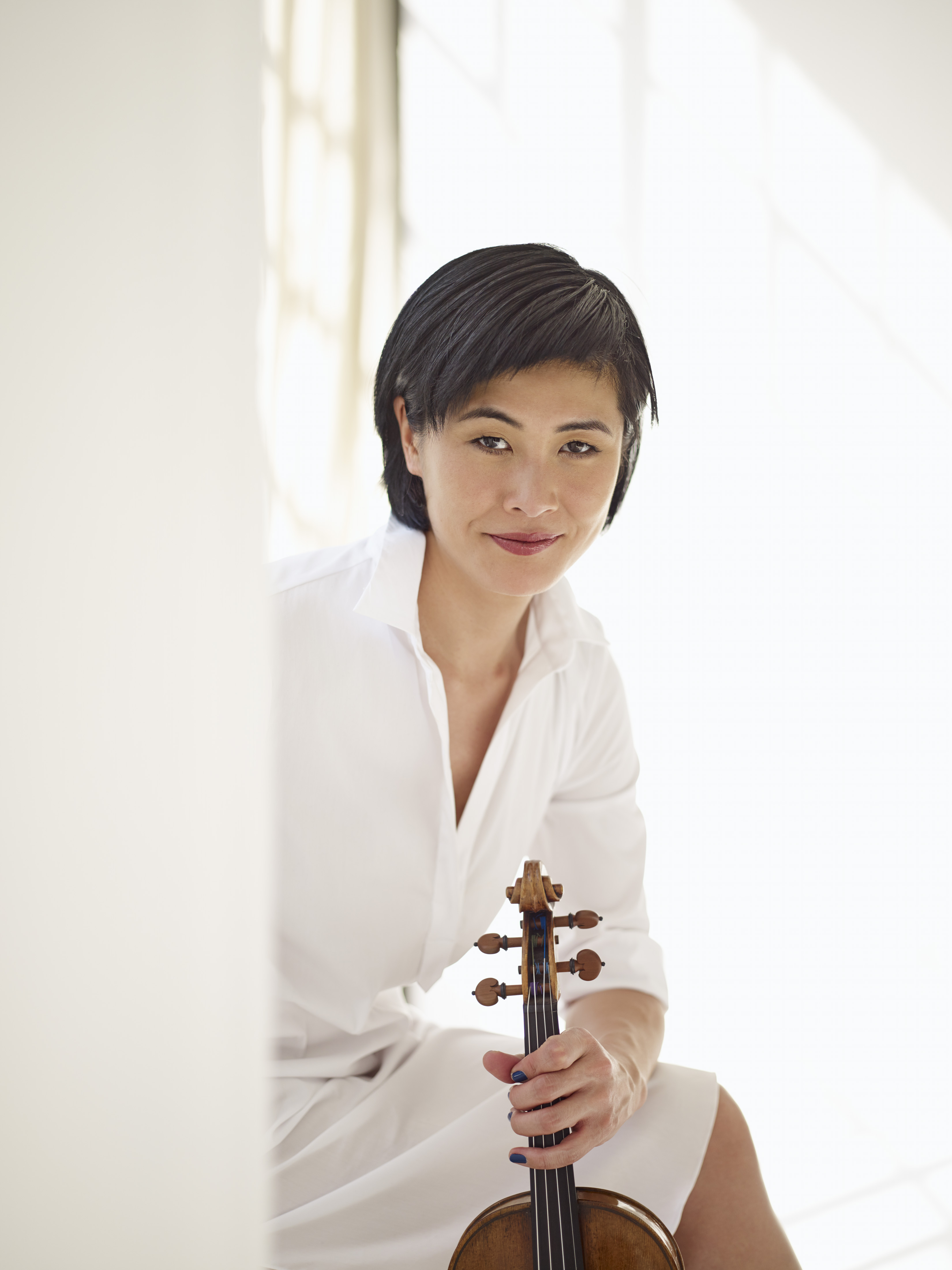
Jennifer Koh, 2016

Jennifer Koh (* 8. Oktober 1976 in Glen Ellyn, Illinois) ist eine US-amerikanische Violinistin mit koreanischen Eltern.
Jennifer Kohs Eltern, der Vater Geschäftsmann, die Mutter Bibliothekarin, waren 1960 aus Korea in die Vereinigten Staaten ausgewandert. Sie erwarb einen Bachelor in Englischer Literatur am Oberlin College in Oberlin, Ohio, sowie ein Diplom vom angeschlossenen Oberlin-Konservatorium. Sie schloss auch am Curtis Institute of Music in Philadelphia ab und erreichte 1994 einen zweiten Platz beim Tschaikowski-Wettbewerb in Moskau zusammen mit Anastasia Saweljewna Tschebotarewa, wobei ein erster Preis nicht vergeben wurde. Im selben Jahr gewann sie ein Stipendium von der Concert Artists Guild.
Jennifer Koh trat auf mit Orchestern wie dem Los Angeles Philharmonic Orchestra, den New Yorker Philharmonikern, der Tschechischen Philharmonie, dem BBC National Orchestra of Wales, dem Baltimore Symphony Orchestra, dem Saint Louis Symphony Orchestra und dem Cleveland Orchestra und ist eine Anwältin der Musikerziehung für Kinder.
Sie nimmt häufig Neue Musik auf wie auch Alben, die klassische mit weniger populären zeitgenössischen Stücken vereinen (z. B. Franz Schubert mit Arnold Schönberg).
Sie ist verheiratet mit dem Pianisten Benjamin Hochman, der zuweilen zusammen mit ihr auftritt. Die beiden waren Solisten bei der Premiere des Doppelkonzerts für Violine, Piano und Orchester Opus 40 von Lera Auerbach mit dem Fort Wayne Philharmonic Orchestra unter Andrew Constantine am 13. Februar 2010.
Jennifer Koh lebt derzeit in New York.

## Diskographie
- „String Poetic“ (Grammy-Nominierung für die beste Kammermusik-Darbietung)

Jennifer Koh, Violine
Reiko Uchida, Piano
Cedille Records
- Schumann: Sonaten for Violine und Piano

Jennifer Koh, Violine
Reiko Uchida, Piano
Cedille Records
- Jennifer Koh: Portraits

Jennifer Koh, Violine
Grant Park Orchestra, Carlos Kalmar, Dirigent
Cedille Records
- Jennifer Koh: Violinen-Fantasien

Jennifer Koh, Violine
Reiko Uchida, Piano
Cedille Records
- Jennifer Koh: Solo-Chaconnes

Jenniver Koh, Violine
Cedille Records
- Menotti

Jennifer Koh, Violine
Spoleto Festival Orchestra, Richard Hickox, Dirigent
Chandos Records
- Klami – Whirls, Act 1

Jennifer Koh, Violine
Lahti Symphony Orchestra, Osmo Vänskä, Dirigent
BIS Records